# Йонас Вітсен
Йонас Вітсен (нід. Jonas Witsen; 1566—1626) — голландський політик, купець, бургомістр Амстердама.

## Життєпис
Походив з патриціатського роду Вітсенів. Син Корнеліса Якобсона Вітсена. Народився 1566 року в Амстердамі. Замолоду долучився до батьківської справи. Після смерті батька у 1595 році разом з братом Яном займався торговельною справою з Францією та Балтикою. 1602 року стає капітаном шутерів.
Призначається керівником Північної Гренландської компанії. Сприяв розвитку китобійної промислу, полювання на моржів. У 1610-х роках був директором компаній Нових Нідерландів і Вест-Індської компанії. Йонас діяв в Османській імперії, зокрема Леванті і Палестині, а також у Гвінеї і Московському царстві разом зі своїм братом Яном і стрийком Геррітом. У 1613—1625 роках брав участь у Третьому розширенні Амстердама.
1614 року штатгальтер Моріц Оранський звертався до московського царя з проханням дозволити Йонасу та його брату Яну торгувати через Московію з Персією та Бухарським ханством.
З 1616 року встановив стосунки з компанією Фогелер-Кленка, що займалися посередницькою торгівлею між Московією та італійськими державами. Цьому сприяло те, що Вітсен був членом адміралтейства Амстердама, мав міцні зв'язки з портом Ліворном у великому герцогстві Тосканському. Через цей порт разом з іншими голландськими купцями з Московського царства відправляв чорну ікру, шкіри, віск тощо до Тоскани, Мілана, Венеції, Рима. Також Йонас Вінсен разом з Бернардом ван ден Броеком окремо фрахтував судна, що перевозили московські товари. Намагався не допустити монополію торгівлі з Московією окремими голландськими родинами.
1617 року призначено полковником шутерів. Був бургомістром Амстердама в 1619, 1623 і 1624 роках. У 1620—1622 роках був Уповноваженим у справах Державної Ради. У 1620 році відправив сина Яна до Сієни для координації торгівліз італійськими державами. 1622 року увійшов до директорату Голландської Вест-Індської компанії. Згодом спільно зі стрийком Геррітом доєднався до Антикальвіністської ліги, очоливши її модернове крило. Водночас сприяв створенню торговельних пунтів у Північній Африці. Разом з Абрахамом де Веларом створив Левантську компанію, відправивши посланців до Алеппо. 1624 року сприяв призначенню сина Яна директором Вест-Індської компанії. Помер Йонас Вітсен 1626 року.

## Родина
Дружина — Вейнте, донька Яна Сварооха.
Діти:
- Марія (1597—1683), дружина Герріта Худда
- Корнеліс (1599—1646)
- Ян (1603—1636)
- Якоб (1605—д/н)